# IC 1966
IC 1966 ist eine Spiralgalaxie vom Hubble-Typ Sc im Sternbild Horologium am Südsternhimmel. 
Im selben Himmelsareal befinden sich u. a. die Galaxien IC 1954, IC 1958, IC 1968, IC 1972.
Das Objekt wurde am 14. Oktober 1898 von DeLisle Stewart entdeckt.